# Andrzej Wroński
Andrzej Adam Wroński (ur. 8 października 1965 w Kartuzach) – polski zapaśnik, Kaszub, dwukrotny mistrz olimpijski oraz zawodnik mieszanych sztuk walki wagi ciężkiej.

## Życiorys
Urodził się w Kartuzach, w kaszubskiej rodzinie, syn Jana i Renaty z d. Elgert. W 1994 ukończył Liceum Ogólnokształcące w Warszawie oraz w 1997 Studium Trenerskie w Instytucie Kultury Fizycznej poznańskiej AWF w Gorzowie Wielkopolskim.

### Kariera sportowa
Reprezentował barwy klubu GLKS Morena Żukowo (1976–1984), Legii Warszawa startował w stylu klasycznym, w kategorii ciężkiej (do 100 kg, po zmianie podziału na kategorie do 97 kg).
Podczas Igrzysk Olimpijskich w Seulu w 1988 zdobył złoty medal, wygrywając w finale z Gerhardem Himmelem z RFN. Cztery lata później w Barcelonie zajął 4. miejsce. W Atlancie w 1996 powtórzył sukces z Seulu i ponownie zdobył złoty medal. Natomiast na olimpiadzie w Sydney w 2000, gdzie podczas ceremonii otwarcia był chorążym polskiej reprezentacji, startował bez powodzenia.
Oprócz sukcesów olimpijskich Wroński zdobył także tytuł mistrza świata w Tampere w 1994. Był również wicemistrzem w 1999 i dwukrotnie brązowym medalistą w 1993 i 1997. Trzy razy był mistrzem Europy w 1989, 1992 i 1994 oraz dwa razy brązowym medalistą w latach 1990 i 1996.
Piętnaście razy zdobywał tytuł mistrza Polski – nieprzerwanie od 1988 do 2000, a także w 2004 (w kategorii do 120 kg).
Od września 2008 jako instruktor zapasów prowadzi zajęcia w ramach mieszanych sztuk walk (MMA) w klubie „Akademia Sarmatia” w Gdańsku. 20 sierpnia 2011, podczas gali „Wieczór Mistrzów” w Koszalinie, stoczył swoją pierwszą walkę w MMA. Jego rywalem był inny medalista olimpijski, Paweł Nastula. Wroński przegrał przez nokaut w pierwszej rundzie.

### Służba wojskowa
Chorąży sztabowy Andrzej Wroński jest żołnierzem 3 Batalionu Zabezpieczenia Dowództwa Wojsk Lądowych w Warszawie.
1 stycznia 2014 na podstawie zapisów ustawy z dnia 11 października 2013 o zmianie ustawy o służbie wojskowej żołnierzy zawodowych oraz niektórych innych ustaw został awansowany do stopnia starszego chorążego sztabowego.

### Inna działalność
Bez powodzenia kandydował do sejmiku województwa pomorskiego w tym samym roku z listy Krajowej Wspólnoty Samorządowej i w 2014 z listy Polskiego Stronnictwa Ludowego, a także z listy PSL w 2015 do Sejmu.

## Nagrody i odznaczenia
W Plebiscycie „Przeglądu Sportowego” w 1994 został uznany najlepszym sportowcem Polski. Ponadto w plebiscycie w 1988 zajął drugie miejsce, a w 1996 trzecie. Długoletni przyjaciel Marka Pawlaka (Legia Warszawa) i Jacka Fafińskiego (Legia Warszawa).

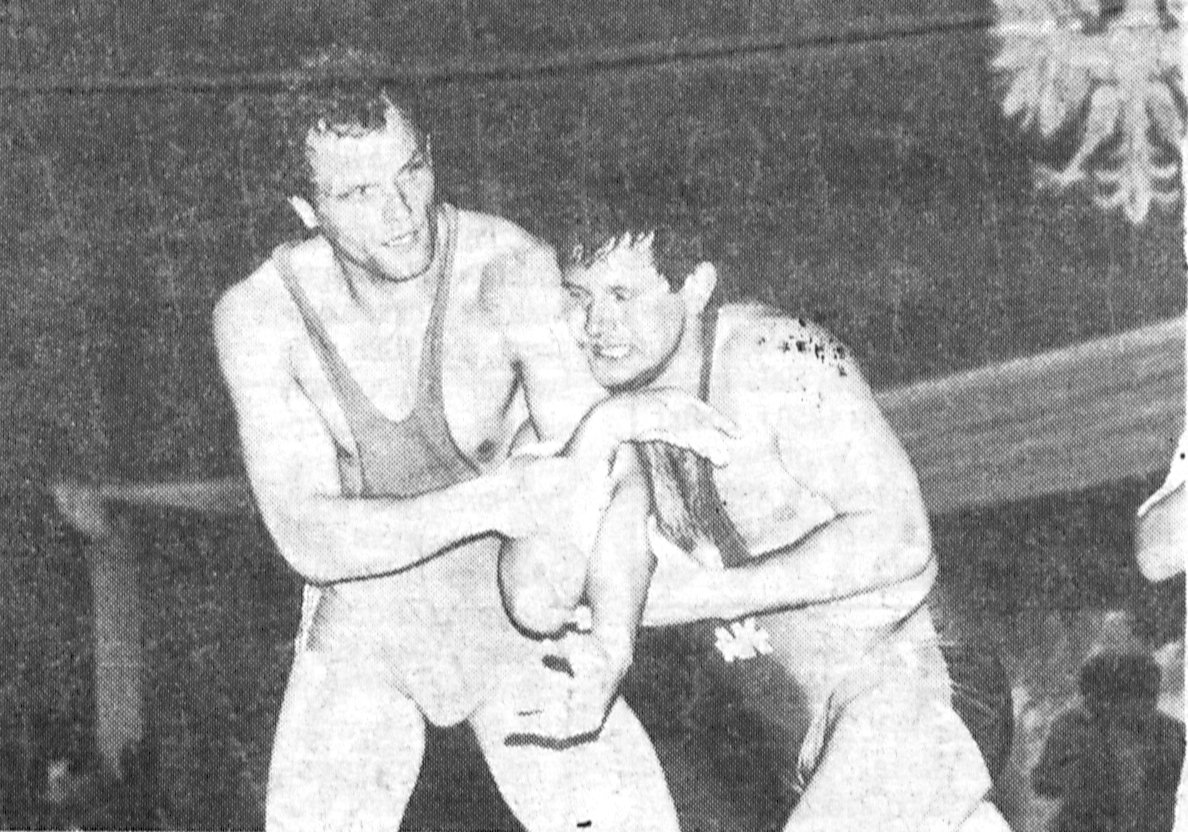
Andrzej Wroński podczas walki zapaśniczej z Bogusławem Dąbrowskim w 1991

Za wybitne osiągnięcia sportowe został odznaczony Orderem Odrodzenia Polski:
- Krzyżem Kawalerskim w 1988.
- Krzyżem Oficerskim w 1995[4].
- Krzyżem Komandorskim w 1996[5].

## Lista walk w MMA
| Wynik     | Bilans | Przeciwnik (bilans przed walką) | Rozstrzygnięcie       | Runda | Czas | Rozgrywki        | Data       | Miejsce  | Uwagi        |
| --------- | ------ | ------------------------------- | --------------------- | ----- | ---- | ---------------- | ---------- | -------- | ------------ |
| Przegrana | 0-1    | Paweł Nastula (2-4)             | TKO (ciosy pięściami) | 1     | 1:09 | Wieczór Mistrzów | 20.08.2011 | Koszalin | Debiut w MMA |